# Acroporium
Acroporium là một chi rêu trong họ Sematophyllaceae.